# Classe Astrolabio
La classe Astrolabio est un navire hydrographique armé par la Marine espagnole comptant deux petits navires de type patrouilleur de marque et type Rodman-1250.

## Description
- Ils sont en service avec les navires plus grands de classe Malaspina et de classe Cástor.

- Astrolabio (A-91)[1]
- Escandallo (A-92)[2]